# Rodney Elliott
Rodney Elliott (Baltimora, 4 marzo 1976) è un ex cestista statunitense, professionista in Europa, Australia e Sudamerica.